# Johannes Nepomukkerk
De Johannes Nepomukkerk is  de katholieke kerk van de parochiekern Woudrichem binnen de Sint Elisabethparochie. De kerk bevindt zich in de Woudrichemse vesting aan de Vissersdijk. De kerk werd gebouwd nadat een kleine groep Woudrichemse katholieken aan koning Willem I toestemming had gevraagd voor de oprichting van een kerk en om de te benoemen pastoor een jaarlijks traktement te geven. Op 1 juni 1836 beschikte koning Willem I gunstig. In de gemeenteraadsvergadering van 29 juni 1836 maakte de burgemeester de oprichting van de parochie bekend. In 1837 had de parochie voldoende geld ingezameld om met de bouw te beginnen.
Nadat de Woudrichemse katholieken tot 1838 een noodkerk gebruikt hadden, kwam in 1838 de waterstaatskerk in neoclassicistische stijl gereed, ontworpen door J. de Kroon. De eerste steen werd op 20 maart 1838 gelegd door J.P. Wilmer, de secretaris van vicariaat. Kenmerkend is de boognis boven de ingang, voorzien van dorische zuilen en het beeld van Johannes Nepomucenus. De zaalkerk heeft op het dak een achtkantig klokkentorentje met een door zink afgedekt koepeltje.
In het interieur bevinden zich ionische zuilen en het geheel wordt met een tongewelf overdekt. Er is een houten altaarretabel uit 1840 met een altaarstuk uit 1839 van de hand van Jan Baptist van der Hulst. Het stelt de geboorte van Christus voor. Een gesneden eiken communiebank dateert van 1840.
Inmiddels heeft op 15 december 2024 de allerlaatste eucharistieviering plaatsgevonden. De pastor van de Sint Elisabethparochie heeft definitieve en volkomen sluiting van deze kerk in januari 2025 aangekondigd.